# Singwang-myeon, Pohang
Singwang-myeon (koreanska: 신광면) är en socken i den östra delen av Sydkorea, 260 km sydost om huvudstaden Seoul. Den ligger i stadsdistriktet Buk-gu i kommunen Pohang i provinsen Norra Gyeongsang.